# 梵網經 (大乘佛教)
《梵網經盧舍那佛說菩薩心地戒品》，收於大正藏律部，藏譯本是從漢語轉譯。其下卷又稱為《梵網菩薩戒經》、《菩薩波羅提木叉經》、《菩薩心地戒本》，為漢傳佛教菩薩戒所據法本之一。本經與《巴利三藏·長部·梵網經》同名，但為不同經本，內容亦無關係。
經序說《梵網經盧舍那佛說菩薩心地戒品》為鳩摩羅什所譯，然其流傳史實不詳。許多佛教學者認為此經可能為為5世紀中於漢地所造。

## 題解
蓋以大梵天王之因陀羅網，重重交錯無相障閡，諸佛之教門亦重重無盡，莊嚴法身無所障閡，一部所詮之法門重重無盡，譬如梵王之網，故稱梵網。
心地，心為萬法之本，能生一切諸法，故曰「心地」。如《大乘本生心地觀經》中說：「眾生之心猶如大地，五穀五果從大地生。如是心法，生世出世善惡五趣，有學無學、獨覺、菩薩及於如來。以是因緣，三界唯心，心名為地」。又修行者依心而修行，長養諸善根功德，亦是「心地」。一切眾生之本覺真性為心地、佛性。

## 傳譯
《出三藏記集》未載本經，僅在經序收錄「菩薩波羅提木叉後記」。梁武帝世沙門慧皎作梵網戒疏，其著作《高僧傳》載羅什譯《菩薩戒本》。《法經錄》載「菩薩波羅提木叉經一卷 失譯、菩薩戒本一卷(後秦弘始年羅什譯)、梵罔經二卷(諸家舊錄多入疑品)」，這是以《梵網經》為疑惑，其戒本一載失譯，一載鳩摩羅什譯。《開元釋教錄》是以《梵網經》為羅什譯，菩薩戒本為下卷。
據經序所說，《梵網經》有一百十二卷六十一品，鳩摩羅什譯出第十品〈菩薩心地品〉兩卷。屈大成指《梵網經》並非羅什所譯，而是約於五世紀中至末之間集出並流傳，他並認為梵網經是漢人作的可能性不高，特殊詞彙是中土人士加筆。
不過，學術界大多認為《梵網經》應為中國人於劉宋末年所編述，並非譯自印度。船山徹校勘現存全部的《梵網經》版本，得出現存《梵網經》共兩個系統：一是開元寺本與思溪藏本系統、二是高麗藏本系統，以前者較古老。他對此經中的特殊詞彙加以研究，認為《梵網經》並不是一部譯經，而且，其上下卷為不同人所撰出，下卷更要早於上卷，是於五世紀撰成於中國。

## 內容
本經上卷風格似《華嚴經》，下卷為教示戒律的戒本，說明菩薩修道之階位及應受持之十重四十八輕戒相。
上卷為釋迦佛於第四禪天普接大眾，使歸蓮華藏世界之紫金剛光明宮中，向臺上盧舍那佛請問菩薩之行因，盧舍那佛乃對千百之釋迦廣說十發趣心、十長養心、十金剛心等三十心及十地等四十法門。
下卷則論及菩薩戒，列舉十重禁戒、四十八輕戒；係釋迦佛於娑婆世界閻浮提之菩提樹下所揭示。爲常用的菩薩戒本之一。

## 地位
此經被視為漢傳大乘律之第一經典，頗為中國、日本佛教界所重視。學界一般認為惠能之「無相戒」屬於《梵網經》系統。日本天台宗開祖最澄，承天台大師智顗，依法華開顯之精神，採用梵網經中三聚淨戒，提出「圓頓戒」的說法，公開舉行圓頓戒授與式。
唐密祖師之一的不空三藏以廣本《金剛頂經》為諸佛大菩薩甚深祕密境界相，把梵網經兩卷本視為源出於廣本《金剛頂經》的淺略行相。
漢傳佛教素食以及不食五辛的文化，主要源自梁武帝、北齊文宣帝下令斷酒禁肉，隋文帝、唐高祖制詔斷殺，以及梵網經菩薩戒和如來藏系佛經，如楞伽經、涅槃經、央掘魔羅經之中的相關規定。由於帝王敕斷葷腥以及禁殺生，使得素食風氣逐漸深入中國民間。如來藏系佛經以及著重佛性的梵網菩薩戒經都強調悉斷肉食，使得素食得到推崇，蔚爲風氣。文殊師利問經則採取長養慈悲心為說悉斷肉食，但也開許三淨肉，為藥用、保健開許五辛的見解，瑜伽菩薩戒本亦無斷肉和五辛的規定，較能兼容聲聞戒律。

## 注解
- （隋）智顗《菩薩戒義疏》二卷
- （唐）明曠《天台菩薩戒疏》三卷
- （唐）法藏《梵網經菩薩戒本疏》六卷
- （新羅）勝莊《梵網經菩薩戒本述記》四卷
- （新羅）義寂《梵網經菩薩戒本疏》三卷
- （新羅）太賢《菩薩戒本宗要》一卷《梵網經古迹記》三卷
- （日本）空海《梵網經開題》一卷
- （日本）凝然《梵網戒本疏日珠鈔》五十卷
- （明）祩宏《梵網經心地品菩薩戒義疏發隱》五卷《戒疏發隱事義》一卷《菩薩戒問辯》一卷
- （明）智旭《梵網經菩薩心地品合註》七卷《梵網經菩薩心地品玄義》一卷《菩薩戒羯磨文釋》一卷
- （清）弘贊《梵網經菩薩戒略疏》八卷
- （清）寂光《梵網經直解釋經》四卷
- （清）今釋《菩薩戒疏隨見錄》一卷
- （清）書玉《梵網經菩薩戒初津》八卷
- 釋靈源《梵網經菩薩道》，2016年，法鼓文化（原名：《梵網經集義句解》）

## 考證
相傳此經由印度傳來，原有112卷61品，但是現代並沒有發現它的梵文本，在梵文經典記載中也沒有提到此經。因流傳、譯著者之史實不詳，且所載多引用他經，故亦被推定非譯自梵夾，係於中國所偽造，編述時代約為劉宋末年。
此經的來歷在中國古代已經備受質疑，因為鳩摩羅什自言，不敢傳授戒律，學者懷疑此經可能不是傳自於鳩摩羅什，故隋代《法經錄》將其歸為疑品。現代佛教學者如望月信亨、大野法道、鎌田茂雄、呂澂、湯用彤等人皆考證此經為在中國偽造。
太虛大師認為此經上卷與《大乘瑜伽金剛性海曼殊室利千臂千鉢大教王經》內容類似，必有梵文本根據。湯用彤認為此經為北魏太武滅佛後，北方僧人由《菩薩地持經》、《曼殊千臂經》等經典中抄錄、改寫而成。

## 参閲
- 菩薩戒

## 外部連結
- 屈大成－從古文獻論《梵網經》之真偽 （页面存档备份，存于）
- 屈大成－從文本論《梵網經》之真偽 （页面存档备份，存于）
- 釋常昇－淺談聖嚴法師之梵網菩薩戒